# Каркалинское сельское поселение
Каркалинское сельское поселение — муниципальное образование в составе Лениногорского района Татарстана.

## География
Каркалинское сельское поселение расположено на склонах Бугульминско-Белебеевской возвышенности, в 27 км от города Лениногорска на реке Шешме (бассейн Камы). Сельское поселение граничит на севере — с Куакбашским сельским поселением, на востоке — с Новочершилинским и Сугушлинским сельскими поселениями, на юге — с Туктарово-Урдалинским сельским поселением, на западе — с Старошугуровским и Шугуровским сельскими поселениям.

## Демография
| 2010 | 2011 | 2012 | 2013 | 2014 | 2015 | 2016 |
| ---- | ---- | ---- | ---- | ---- | ---- | ---- |
| 890  | ↘886 | ↘859 | ↘838 | ↘836 | ↘816 | ↘798 |
| 2017 | 2018 |      |      |      |      |      |
| →798 | ↘793 |      |      |      |      |      |

## Экономика
Экономика сельского поселения ориентированна на сельское хозяйство. Основным предприятием является ООО «Агрофирма Лениногорская».

## Образование и здравоохранение
На территории сельского поселения функционируют: детское дошкольное учреждение, 9-летняя школа, фельдшерско-акушерский пункт.